# Ocourt
Pour l’article ayant un titre homophone, voir Eaucourt.
Cet article possède des paronymes, voir Hâcourt et Haucourt.
Ocourt est une localité et une ancienne commune suisse du canton du Jura, située dans le district de Porrentruy.
Elle a fusionné le 1er janvier 2009 avec Épauvillers, Épiquerez, Montenol, Montmelon, Saint-Ursanne et Seleute pour former la commune de Clos du Doubs.
On y trouve le château de Montvoie, classé bien culturel d'importance nationale.